# Cohomologie des faisceaux
Les groupes de cohomologie d'un faisceau de groupes abéliens sont les groupes de cohomologie du complexe de cochaines.[incompréhensible]

## Formulation
Les groupes de cohomologie {\displaystyle H^{k}(X,{\mathcal {F}})} d'un faisceau de groupes abéliens sont les groupes de cohomologie du complexe de cochaines :
{\displaystyle \dots \rightarrow \Gamma (X,I^{k-1})\rightarrow \Gamma (X,I^{k})\rightarrow \Gamma (X,I^{k+1})\rightarrow \dots }
où {\displaystyle {\mathcal {F}}\rightarrow I^{*}} est une résolution injective du faisceau {\displaystyle {\mathcal {F}}}, et {\displaystyle \Gamma (X,{\mathcal {A}})} désigne le groupe abélien des sections globales de {\displaystyle {\mathcal {A}}}. A unique isomorphisme canonique près, ces groupes ne dépendent pas de la résolution injective choisie.
- Le zéroième groupe {\displaystyle H^{0}(X,{\mathcal {F}})} est canoniquement isomorphe à {\displaystyle \Gamma (X,{\mathcal {F}})}.
- {\displaystyle {\mathcal {F}}} est dit acyclique si tous ses autres groupes de cohomologie sont triviaux.
- Tout morphisme {\displaystyle \Phi :{\mathcal {A}}\rightarrow {\mathcal {B}}} induit des homomorphismes de groupes abéliens canoniquement définis :

{\displaystyle \Phi _{*}:H^{k}(X,{\mathcal {A}})\rightarrow H^{k}(X,{\mathcal {B}})}